# 欲海情魔 (電影)
《欲海情魔》（英語：Mildred Pierce）是1945年的一部美國電影。導演是邁克爾·寇蒂斯，主演是琼·克勞馥，這是她首次出演華納兄弟公司製作的電影，並且這部電影幫助她獲得了奧斯卡最佳女演員獎。
此電影在2011年由HBO翻拍為同名迷你影集，頻道商將其片名中譯為《幻世浮生》。

## 外部連結
- Mildred Pierce essay by （页面存档备份，存于）  Charlie Achuff on the National Film Registry website
- 互联网电影数据库（IMDb）上《欲海情魔》的资料（英文）
- TCM电影资料库上《欲海情魔》的资料（英文）
- AllMovie上《欲海情魔》的资料（英文）
- 美国电影学会目录上的《欲海情魔》（英文）
- 爛番茄上《欲海情魔》的資料（英文）
- YouTube上的Mildred Pierce film trailer
- Mildred Pierce: A Woman’s Work （页面存档备份，存于） an essay by Imogen Sara Smith at the Criterion Collection
- Mildred Pierce essay by Daniel Eagan in America's Film Legacy: The Authoritative Guide to the Landmark Movies in the National Film Registry, A&C Black, 2010 ISBN 0826429777, pages 385-386  （页面存档备份，存于）

### 音頻
- 《欲海情魔 （页面存档备份，存于）》，Lux Radio Theater：1949年6月6日
- 《欲海情魔》，Lux Radio Theater，1954年6月14日